# Museo de la Transportación de Puerto Rico
El Museo de la Transportación de Puerto Rico es un museo ubicado en el pueblo de Guaynabo, que documenta la historia del transporte en Puerto Rico, desde las canoas utilizadas por los nativos, hasta el sistema de metro ubicado en el área metropolitana conocido como el "Tren Urbano".
Inaugurado en 2013, por el Municipio de Guaynabo, tuvo un costo de US$ 11 millones. El edificio consta de tres pisos y más de 35 000 pies cuadrados que albergan exhibiciones de carruajes originales tirados por caballos y carretas de bueyes, hasta automóviles. La colección data desde finales de la década de 1950 hasta 2019. Incluye fotografías históricas de automovilismo, paredes decorativas, letreros de neón antiguos, coches antiguos, bicicletas y motocicletas.
En abril de 2019, el alcalde anunció que el Museo cerraría sus puertas.

## Exhibiciones
El primer piso del museo alberga una exposición permanente que documenta la historia del transporte en Puerto Rico, que incluye un carruaje tirado por caballos y un carro de bueyes del siglo XX, una maqueta comunitaria en miniatura con un ferrocarril funcional, recuerdos marítimos y de aviación, y un simulador de vuelo.
El segundo piso alberga una exposición automotriz que consta de varios temas para un total de cuatro exposiciones por año. Algunos de los temas pasados han sido: Corvette 60th Anniversary, una exhibición de Volkswagen, exhibición de autos británicos, exhibición de Ford Mustang y más. El segundo piso también alberga el simulador de autos de carrera del museo, así como recuerdos de carreras de pilotos de renombre como Diego Febles y Chiqui Soldevilla. Entre los recuerdos de carreras se encuentra el trofeo de Febles por el primer lugar de las 24 Horas de Daytona de 1978, su trofeo de 1982 por el primer lugar para las 12 Horas de Sebring, así como otros trofeos, trajes de carreras originales, fotografías, cascos y otros recuerdos.
El tercer piso consta de una cafetería lounge y una sala de conferencias disponible para alquilar y totalmente equipada para seminarios y otras actividades.